# Anatoli Sobtsjak

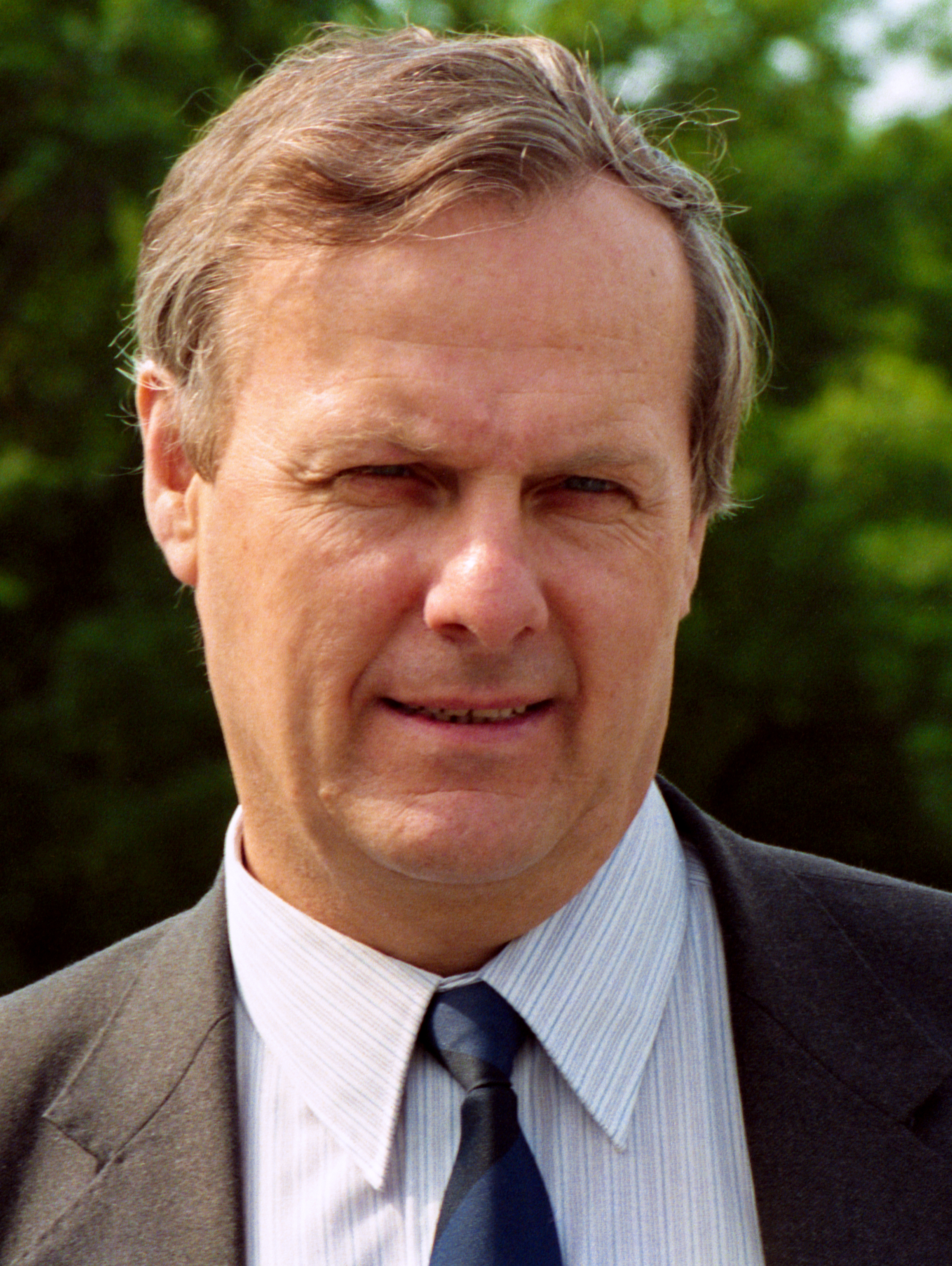
Anatoli Sobtsjak van 1990

Anatoli Aleksandrovitsj Sobtsjak (Russisch: Анатолий Александрович Собчак) (Tsjita, 10 augustus 1937 - Kaliningrad, 19 februari 2000) was een Russisch politicus, die een belangrijke rol speelde in de eerste jaren na de val van de Sovjet-Unie.
Als hoogleraar in de rechtswetenschap aan de Universiteit van Leningrad had hij onder meer Vladimir Poetin en Dmitri Medvedev als studenten.
In 1991 werd hij burgemeester van Leningrad. In de dagen van de staatsgreep tegen Michail Gorbatsjov leidde Anatoli Sobtsjak in Leningrad het verzet tegen de putschisten, zoals Boris Jeltsin dat in Moskou deed. Veel intellectuelen hadden liever Sobtsjak dan Jeltsin op de presidentszetel gezien, maar de cerebrale Leningrader moest het in de volksgunst afleggen tegen de flamboyante populist uit Jekaterinenburg.
Daarna ging het met de carrière van Anatoli Sobtsjak bergafwaarts. Wel leverde hij nog een belangrijke bijdrage aan de nieuwe grondwet van de Russische Federatie.
Hij bleef burgemeester van Sint-Petersburg (zoals Leningrad op 6 september 1993 weer was gaan heten), waar politieke tegenstanders hem van corrupte praktijken betichtten. De hervormers waren in deze periode van economische ontreddering niet populair en in 1996 verloor de eens zo geliefde Sobtsjak met een klein verschil de burgemeestersverkiezingen in Sint-Petersburg. Vervolgens begon de aanklacht tegen hem serieuzer vormen aan te nemen dan zij wellicht verdiende. De grond werd Sobtsjak zo heet onder de voeten dat hij voor een paar jaar uitweek naar Frankrijk. Aan zijn "tocht door de woestijn" kwam pas een einde toen een pupil van hem, Vladimir Poetin, in 1999 premier werd. Deze zorgde ervoor dat alle aanklachten tegen Sobtsjak werden ingetrokken.
In februari 2000, toen hij in de omgeving van Kaliningrad campagne voerde voor de presidentsverkiezing van Poetin, werd de 62-jarige Sobtsjak getroffen door een hartaanval, waaraan hij overleed. Op grond van geruchten als zou hij zijn vergiftigd, werd een officieel onderzoek ingesteld, dat tot de conclusie kwam dat deze geruchten niet gefundeerd waren.
Hij is de vader van tv-presentatrice Ksenia Sobtsjak (geb. 1981), die zich in 2018 als concurrente van Vladimir Poetin kandidaat stelde voor de presidentsverkiezing van maart 2018.
- Bibsys: 90563456
- Biblioteca Nacional de España: XX1124583
- Bibliothèque nationale de France: cb12236402n (data)
- CiNii: DA06017731
- Gemeinsame Normdatei: 118994352
- International Standard Name Identifier: 0000 0001 0858 319X
- Library of Congress Control Number: n81050639
- Nationale Bibliotheek van Letland: 000064531
- Bibliotheek van het Japanse parlement: 00475313
- Nationale Bibliotheek van Tsjechië: js20020925257
- Nationale Bibliotheek van Israël: 987007300276805171
- Nationale Bibliotheek van Polen: a0000001180663
- Nederlandse Thesaurus van Auteursnamen: 091356083
- Réseau des bibliothèques de Suisse occidentale: 02-A000151075
- Istituto Centrale per il Catalogo Unico: RAVV064135
- SNAC: w65v87pw
- Système universitaire de documentation: 031076955
- Virtual International Authority File: 68982798
- WorldCat: E39PBJhtbV9mpH83B8TMm9CYT3